# NGC 3585
NGC 3585 is een elliptisch sterrenstelsel in het sterrenbeeld Waterslang. Het hemelobject werd op 9 december 1784 ontdekt door de Duits-Britse astronoom William Herschel.

## Synoniemen
- ESO 502-25
- MCG -4-27-4
- AM 1110-262
- PGC 34160